# Doudeville
Doudeville là một commune in the Seine-Maritime department in the Normandie region in northern Pháp.

## Dân số

### Huy hiệu
| Arms of Doudeville | The arms of Doudeville are blazoned: Azure, a bend sinister, overall 3 sacks of wheat, the bottommost covering a sickle Or, and on a chief gules, 3 bees proper. |

## Xã kết nghĩa
- Bad Nenndorf, Lower Saxony, Đức, 1978
- Bourne Lincolnshire, Anh 1989